# نوویه ویکری
نوویه ویکری (به لاتین: Novye Vikri) یک منطقهٔ مسکونی در روسیه است که در شهرستان کایاکنتسکی واقع شده‌است.